# هوغو يونكرز
هوغو يونكرز (بالألمانية: Hugo Junkers)، (مواليد 3 فبراير 1859 في مملكة بروسيا - الوفاة 3 فبراير 1935 في بافاريا)، كان مهندسًا ومصمم طائرات ألماني، يعد واحداً من أهم المهندسين والعلماء والمخترعين في القرن العشرين. كان له الفضل عموما في تصميم أجنحة طائرة وطائرات رائدة مصنوعة بالكامل من المعادن. كما قام بتأسيس شركة يونكرز للطائرات والمحركات، ويعد واحدا من الدعائم الأساسية لصناعة الطائرات الألمانية في السنوات ما بين الحرب العالمية الأولى والحرب العالمية الثانية. وعلى وجه الخصوص مساهماتة في صنع طائرات ركاب وشحن متعددة المحركات ومصنوعة من المعادن والتي ساعدت بدورها في إنشاء وقيام شركات الطيران في ألمانيا وكذلك في جميع أنحاء العالم. وعلى الرغم من أن اسمه أرتبط أيضا ببعض من الطائرات الحربية الألمانية الأكثر نجاحا في الحرب العالمية الثانية، الا أنه لم يلعب دورا في تطويرها حيث اضطر للخروج من شركته الخاصة بضغوط من قبل الحزب النازي في عام 1934، توفي يونكرز في عام 1935.
استطاع أن يبتكر الطائرة الأولى التي تصنع بالكامل من المعدن وتثبت أجنحتها بالكامل داخل بنية الطائرة، والتي أطلق عليها اسمه (يونكرز جيه-1) وكان لها أثراً كبيراً في مجريات الحرب العالمية الأولى.

## روابط خارجية
- هوغو يونكرز على موقع الموسوعة البريطانية (الإنجليزية)
- هوغو يونكرز على موقع مونزينجر (الألمانية)